# Рамаватарам

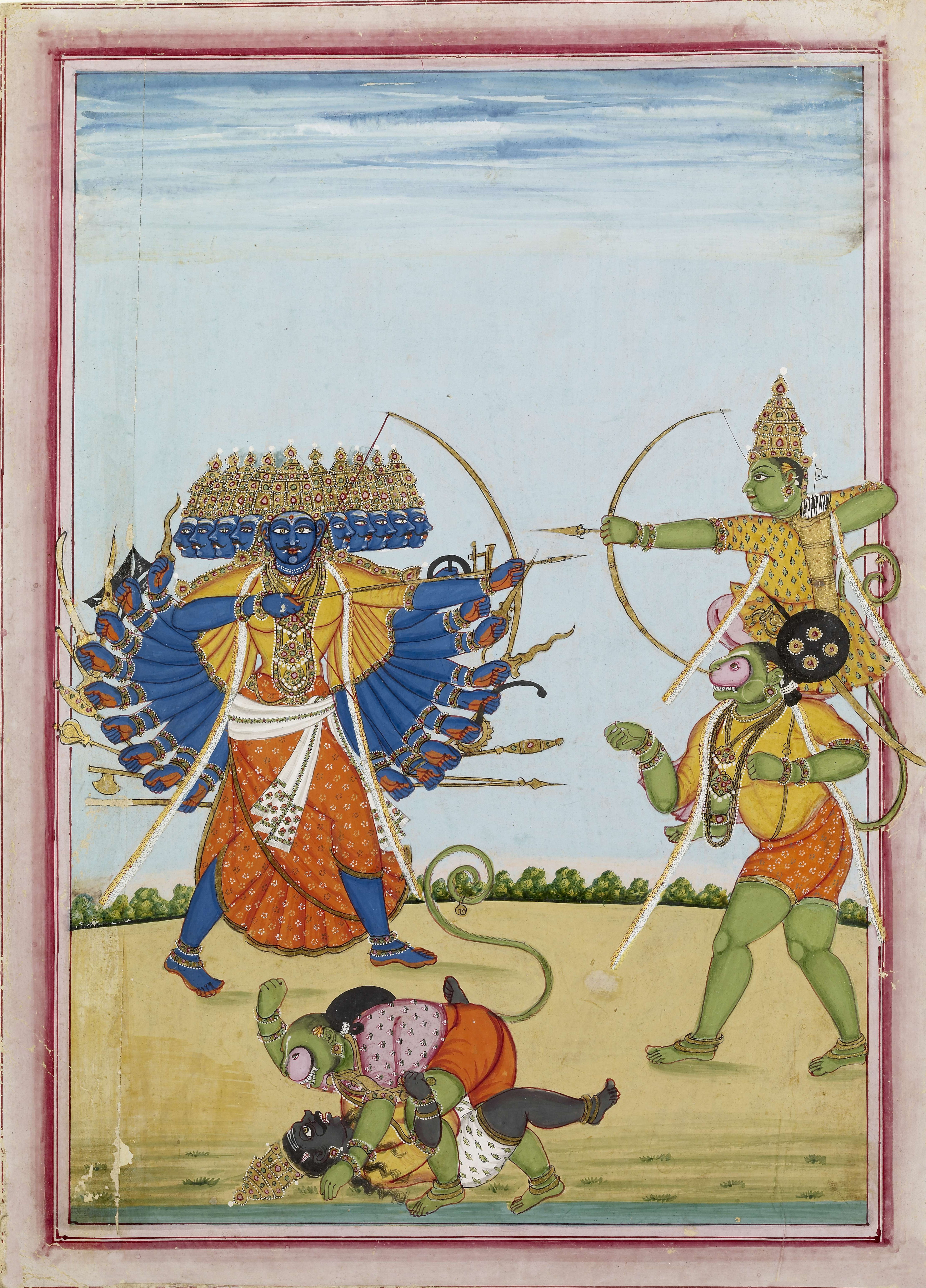
Рама та Хануман борються з Раваною, альбомна картина на папері з Тамілнаду, приблизно 1820 рік.

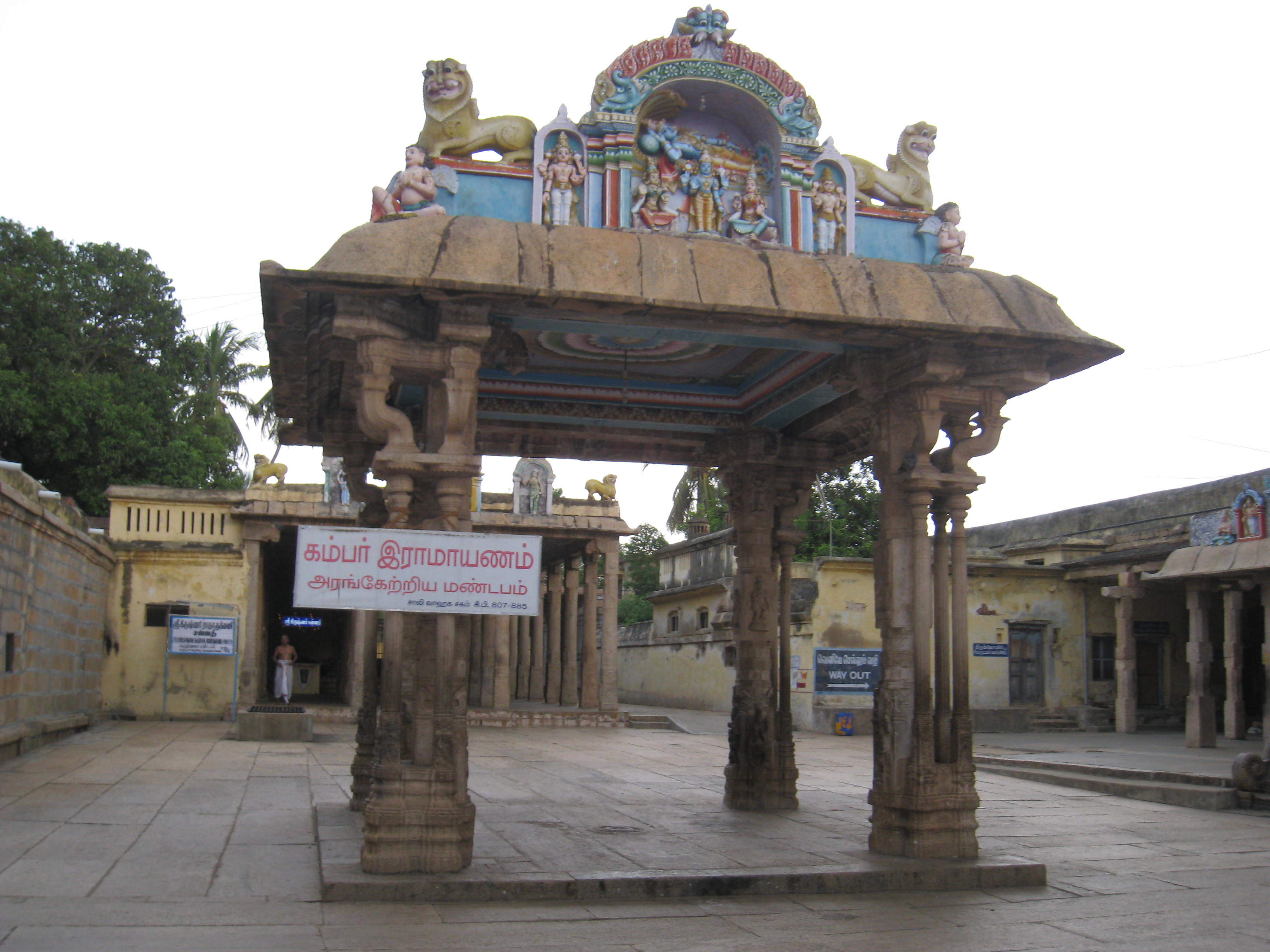
Мандапам у храмі Ранганатхасамі, Шрірангам, де, як вважають, Камбар вперше прочитав епос

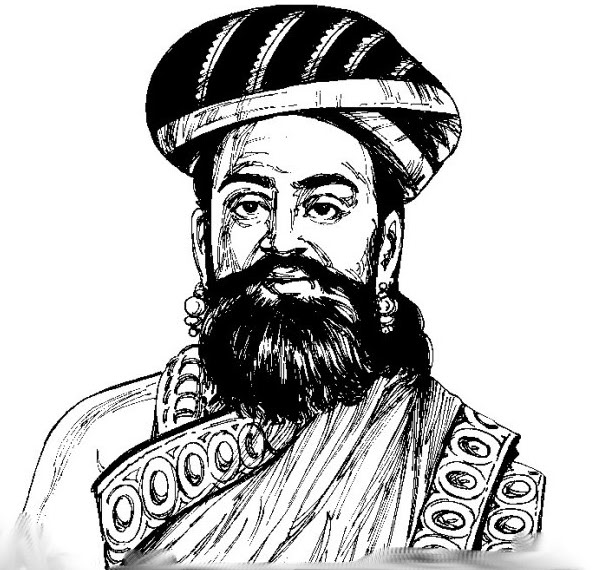
Камбар. Сучасний портрет

Рамаватарам, який в народі називають Рамаяна Камбара, — тамільська епічна поема, написана тамільським поетом Камбаром у 12 столітті. Заснована на "Рамаяні " Валмікі, «Рамаватарам» багато в чому відрізняється від санскритської версії — як духовними концепціями, так і специфікою сюжетної лінії. Цей історичний твір вважається одним із головних літературних творів тамільської літератури.
Камбар написав цей епос за підтримки Тірувеннаї Наллура Садаяппи Валлала, вождя паннайської кули. На знак подяки своєму покровителеві Камбан згадує його ім'я кожні 1000 віршів.
Цікаві політичні погляди Камбана, які містяться в Рамаватарамі. Він описує два типи управління. Перший — справедливе правління, яке базується на добрих справах і праведній поведінці. Друге — правління на основі сили. В Айодх'ї було справедливе правління, тоді як на Ланці було правління сили. Справедливий правитель приймає поради своїх міністрів, тоді як сильний правитель ігнорує їх. Камбар вважає, що метою ідеального правителя має бути добробут усіх.

## Ранні згадки в тамільській літературі
Ще до того, як Камбар написав Рамаватарам в 12 столітті н. е., існувало багато згадок сюжету Рамаяни, що свідчить про те, що ця історія була знайома тамілам ще до нашої ери. Так, сюжети Рамаяни згадуються вже в літературі сангам (300 рр. до н. е. — 300 рр. н. е.).

## Структура
Книга поділена на шість розділів, які тамільською мовою називаються кандам.
1. Bala Kandam (розділ «Дитинство»)
2. Ayodhya Kandam (розділ «Айодхья»)
3. Aranya Kandam (розділ «Ліс»)
4. Kishkindha Kandam (розділ «Кішкіндха»)
5. Sundara Kandam (розділ «Краса»)
6. Yuddha Kandam (розділ «Війна»)[8][9]

Кандами також поділяються на 113 секцій, які тамільською мовою називаються падалам (படலம்). Ці 113 секцій містять приблизно 10569 віршів епосу.
Рамаяна Вальмікі має сім розділів. Тамільський поет ХІІ ст. Оттакутар написав Уттара Кандам, сьомий (останній) кандам тамільської Рамаяни.

## Компіляція
Як і у випадку з багатьма історичними компіляціями, було дуже важко відкинути інтерполяції та доповнення, додані протягом певного періоду часу до оригіналу. Цю задачу взяв на себе комітет вчених під назвою Камбан Кажагам (Академія Камбана). Компіляція, опублікована цим комітетом у 1976 році, використовується як стандарт сьогодні.

## Релігійне значення
Цей епос багато індуїстів читають під час молитов. У деяких родинах весь епос читають один раз протягом місяця Ааді за тамільським календарем (з середини липня до середини серпня). Його також читають в індуїстських храмах. Таке ритуальне читання розділу Сундара Кандам вважається дуже сприятливим і цей розділ є найпопулярнішим.